# La Chambonie
La Chambonie est une commune française située dans le département de la Loire en région Auvergne-Rhône-Alpes, et faisant partie de Loire Forez Agglomération.

## Géographie

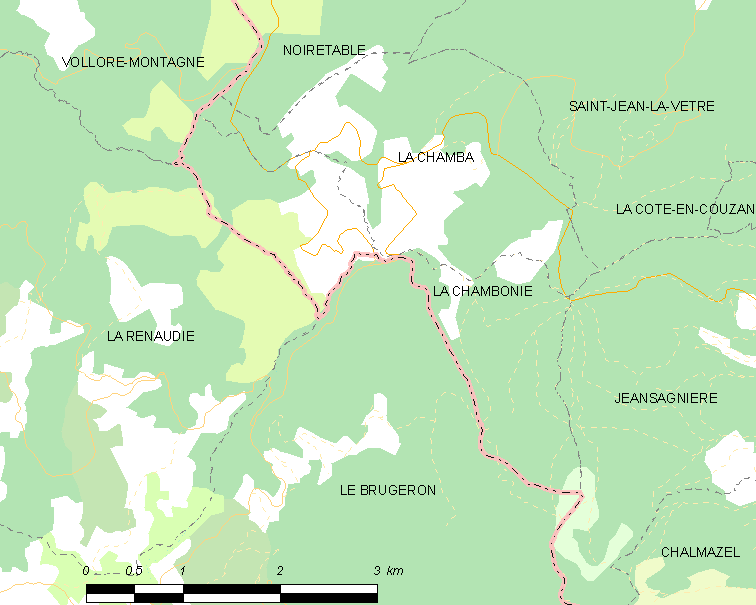
Localisation du village et des communes aux alentours

La Chambonie fait partie du canton de Boën-sur-Lignon dans le Forez, département de la Loire.
Elle se situe à la frontière des anciennes régions Rhône-Alpes et Auvergne où la rivière de La Faye la traverse.
En plein cœur des monts du Forez, elle est au pied du pic du Vimont (1 348 m).
Depuis le 27 juillet 2011, elle fait partie du parc naturel régional Livradois-Forez.
| Vollore-Montagne Puy-de-Dôme |                         | La Chamba              |
| La Renaudie Puy-de-Dôme      | La Chambonie            |                        |
|                              | Le Brugeron Puy-de-Dôme | Chalmazel-Jeansagnière |

### Climat
Pour des articles plus généraux, voir Climat d'Auvergne-Rhône-Alpes et Climat de la Loire.
En 2010, le climat de la commune est de type climat de montagne, selon une étude du Centre national de la recherche scientifique s'appuyant sur une série de données couvrant la période 1971-2000. En 2020, Météo-France publie une typologie des climats de la France métropolitaine dans laquelle la commune est exposée à un climat de montagne ou de marges de montagne et est dans la région climatique Nord-est du Massif Central, caractérisée par une pluviométrie annuelle de 800 à 1 200 mm, bien répartie dans l’année.
Pour la période 1971-2000, la température annuelle moyenne est de 8,1 °C, avec une amplitude thermique annuelle de 15,2 °C. Le cumul annuel moyen de précipitations est de 1 227 mm, avec 12,7 jours de précipitations en janvier et 8,5 jours en juillet. Pour la période 1991-2020, la température moyenne annuelle observée sur la station météorologique de Météo-France la plus proche, « Col de la Loge_sapc », sur la commune de La Chamba à 1 km à vol d'oiseau, est de 7,2 °C et le cumul annuel moyen de précipitations est de 1 273,4 mm,. Pour l'avenir, les paramètres climatiques de la commune estimés pour 2050 selon différents scénarios d'émission de gaz à effet de serre sont consultables sur un site dédié publié par Météo-France en novembre 2022.

## Urbanisme

### Typologie
Au 1er janvier 2024, La Chambonie est catégorisée commune rurale à habitat très dispersé, selon la nouvelle grille communale de densité à sept niveaux définie par l'Insee en 2022.
Elle est située hors unité urbaine et hors attraction des villes,.

### Occupation des sols
L'occupation des sols de la commune, telle qu'elle ressort de la base de données européenne d’occupation biophysique des sols Corine Land Cover (CLC), est marquée par l'importance des forêts et milieux semi-naturels (77,2 % en 2018), en augmentation par rapport à 1990 (76,1 %). La répartition détaillée en 2018 est la suivante : 
forêts (59,2 %), prairies (22,4 %), milieux à végétation arbustive et/ou herbacée (18 %), zones agricoles hétérogènes (0,4 %). L'évolution de l’occupation des sols de la commune et de ses infrastructures peut être observée sur les différentes représentations cartographiques du territoire : la carte de Cassini (XVIIIe siècle), la carte d'état-major (1820-1866) et les cartes ou photos aériennes de l'IGN pour la période actuelle (1950 à aujourd'hui).

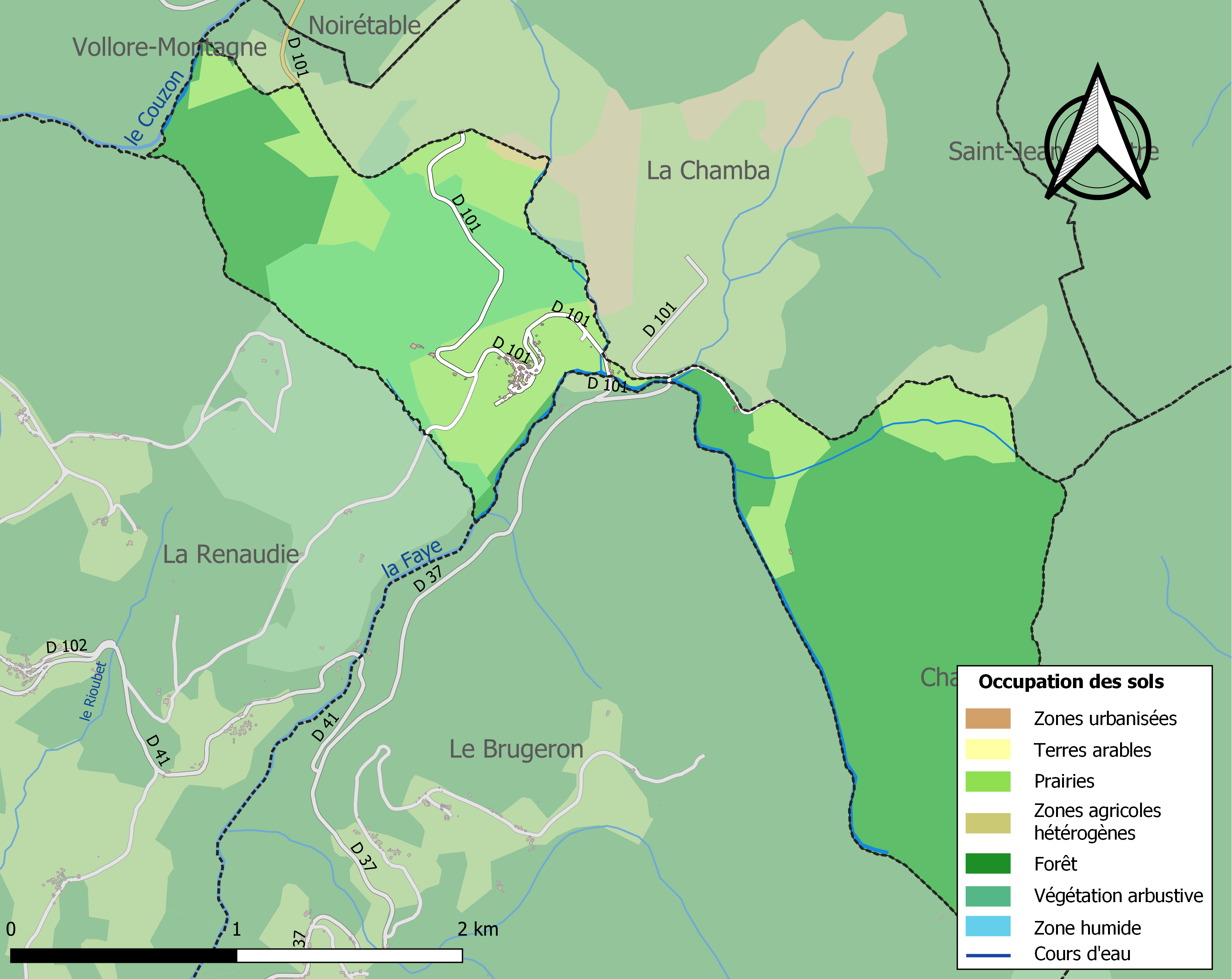
Carte des infrastructures et de l'occupation des sols de la commune en 2018 (CLC).

## Histoire
Les premiers écrits mentionnant la Chambonie datent du XVIe siècle.
En 1789, La Chambonie est dite « hameau de la paroisse de Noirétable en Forez ». La Chambonie est érigée en paroisse le 8 mai 1849, en commune en 1907 ; auparavant, c'était un hameau de la commune de La Chamba.
Canton de Cervières en 1793, canton de Noirétable en 1801.
On lit dans l'ouvrage de Jean Aymar Piganiol de la Force (1673-1753) : Nouvelle description de la France, l'information suivante : « Charles VIII voulut que les habitants du village de La Chambonie dans la paroisse de Noirestable, ne payassent point de Tailles, en considération des lances qu'ils lui présentèrent lorsqu'il passa par Lion à son retour d'Italie » (sic). Selon une autre source, cette exemption de toute espèce de tailles serait un privilège accordé par Henri IV à ses sujets de La Chambonie pour lui avoir fourni des bois de lances. Voici l'origine de cette dispense d'impôts  par laquelle un roi de France récompensa la bonne qualité du bois issu des forêts du haut Forez. Évidemment, la Révolution de 1789 mit fin à cet heureux privilège...
À la suite de l'exode rural caractéristique des révolutions industrielles, la commune a vu son nombre d'habitants diminuer.

## Politique et administration
| Période                                  | Période  | Identité           | Étiquette | Qualité |
| ---------------------------------------- | -------- | ------------------ | --------- | ------- |
| Les données manquantes sont à compléter. |          |                    |           |         |
| mars 1971                                | 1995     | Joseph Pouvaret    |           |         |
| mars 2001                                | 2008     | Louisette Dichamp  |           |         |
| mars 2008                                | mai 2020 | Guy Grangeversanne |           |         |
| mai 2020                                 | En cours | François Forchez   |           | Artisan |

La Chambonie faisait partie de la communauté de communes des Montagnes du Haut Forez de 1996 à 2016 puis a intégré Loire Forez Agglomération.

## Démographie
L'évolution du nombre d'habitants est connue à travers les recensements de la population effectués dans la commune depuis 1911. Pour les communes de moins de 10 000 habitants, une enquête de recensement portant sur toute la population est réalisée tous les cinq ans, les populations de référence des années intermédiaires étant quant à elles estimées par interpolation ou extrapolation. Pour la commune, le premier recensement exhaustif entrant dans le cadre du nouveau dispositif a été réalisé en 2008.

En 2022, la commune comptait 39 habitants, en évolution de −9,3 % par rapport à 2016 (Loire : +1,32 %, France hors Mayotte : +2,11 %).
| 1911 | 1921 | 1926 | 1931 | 1936 | 1946 | 1954 | 1962 | 1968 |
| ---- | ---- | ---- | ---- | ---- | ---- | ---- | ---- | ---- |
| 269  | 276  | 252  | 241  | 231  | 167  | 136  | 127  | 102  |

| 1975 | 1982 | 1990 | 1999 | 2006 | 2008 | 2013 | 2018 | 2022 |
| ---- | ---- | ---- | ---- | ---- | ---- | ---- | ---- | ---- |
| 81   | 79   | 55   | 46   | 58   | 62   | 47   | 40   | 39   |

## Lieux et monuments
Monuments :
- La Chambonie possède trois croix de mission datant du XIXe siècle. Ces missions sont celles de la restauration de la pratique religieuse par l'église de l'après-Révolution de 1789.
- Architecture sacrée avec l'église Saint-Roch du XVIIe siècle et ses inscriptions romaines.
- Ses deux lavoirs d'eau de sources.

Lieux :
- Le chalet du col de la Loge et son domaine skiable l'hiver et ses balades l'été.
- De vastes forêts à la faune et la flore riches et variées (résineux, feuillus, champignons, baies, chevreuils, sangliers…).
- Des kilomètres de sentiers praticables à pied ou à vélo (notamment le GR 3).